# دره آرتیبونیت
دره آرتیبونیت دره‌ای است که عمدتاً در هائیتی و در جزیره هیسپانیولا قرار دارد. رودخانه آرتیبونیت از میان این دره می‌گذرد و سرچشمه‌های آن در جمهوری دومینیکن نیز وجود دارد.
حوضه آبخیز این دره انواعی از مزایای اکوسیستمی حیاتی را همراه خود دارد که توسعه اجتماعی-اقتصادی یکی از فقیرترین مناطق جمهوری دومینیکن و هائیتی به آن بستگی دارد. این مزایا از جنگل‌زدایی، استفاده نامناسب از زمین و شیوه‌های زیان‌بار کشاورزی ضربه خورده و این عوامل در مجموع منجر به تخریب شدید زمین و تهدید منابع آب شده‌است.